# Ocyceros birostris
El cálao gris indio (Ocyceros birostris) es una especie de ave bucerotiforme de la familia Bucerotidae, común en el subcontinente indio. No se reconocen subespecies. En la India se lo considera el ave estatal de Chandigarh.